# Rio Lalacão
O rio Lalacão é um riacho na Paflagônia às margens do qual se travou a chamada Batalha de Lalacão. Sua localização é incerta, mas os acadêmicos costumam identificá-lo como sendo um afluente do rio Hális, próximo ao campo de Gyrin.